# 38-ма гренадерська дивізія СС «Нібелунген»
38-ма Гренадерська Дивізія СС «Нібелунги» — гренадерська дивізія у складі військ Ваффен-СС, що брала участь у бойових діях наприкінці Другої Світової Війни.

## Формування
Спочатку формування повинно було називатися «Дивізія школи молодших офіцерів СС „Бад Тольц“» (нім. SS-Junkerschule Bad Tölz), але, згодом, була перейменована в SS-Division Junkerschule і, остаточно, в 38.SS-Grenadier-Division Nibelungen з приданням до командування командира офіцерської школи Richard Schulze-Kossens. Назва «Нібелунген» («нібелунги») походить з Германської міфології — так називалось плем'я гномів, переможене Зігфрідом.
Не дивлячись на те, що бойова одиниця називалась дивізією, розміром вона більше походила на бригаду (орієнтовно 6000 чоловік). Зібрана була по регіонах верхнього Рейну — у Фрайбургзі, Фельдбергзі, Тодтнау з розташуванням штаб-квартири дивізії у Тодтнау.

### Склад
Зібрана із школярів юнкерів, дивізія також отримала підкріплення від інших формувань. Наприклад, 1945 року деяка кількість офіцерів, німців і білорусів прибула з розформованої 30-ї (першої білоруської) дивізії СС, котрі пізніше увійшли до складу мисливської команди (нім. Jagkommando) при 38-й моторизованій дивізії СС «Нібелунген». Капітулювали в Чехії.
Також були прикріплені: батальйон особистої охорони рейхсфюрера СС (Begleit-Battaillon Reichführer SS) (прибув 9 квітня 1945), два батальйони митних прикордонників (нім. Zollgrenzschutz Battaillon), солдати 6-ї дивізії «Норд», рота фольксдойче із 7-ї дивізії СС «Принц Ойген» (сформовані разом як «поліцейський батальйон СС Зіглінга» (нім. SS-Polizei-Bataillon-Siegling)), а також цілий батальйон членів гітлер'югенда старшого віку.

### Участь у бойових діях
17 квітня 1945 року дивізія виступила на зустріч наступаючим французьким і американським військам у напрямку Тітізе-Нойштадт (Баден-Вюртемберг). Але оскільки війська союзників наступали занадто швидко, дивізія повернулась в Дахау, а пізніше була направлена у розпорядження XIII Армійського корпусу СС на посилення Дунайського фронту, на який дивізія прибула 21 квітня. Наступного дня американські війська зайняли місто Ноймаркт і плацдарм, котрий утримували війська 38 дивізії залишився єдиним на північному березі Дунаю. В той же день дивізія була посилена дивізіоном легкої артилерії 26-ї гренадерської (2-ї Угорської) дивізії СС. Весь день 28 квітня дивізія вела ар'єргардні бої проти американських військ, прикриваючи відступ XIII корпусу на південь в сторону Ландсгуту. У наступні дня дивізія з боями відступала на південь, через Вассербург і Кімзе у напрямку Траунштайну. 8 травня 1945 року залишки дивізії сдалися в полон американцям у містечку Райт-ім-Вінкль в передгір'ї Альп біля кордону з Австрією.

## Командири дивізії
- Штандартенфюрер СС Ганс Кемпін (1 березня — 15 березня 1945)
- Оберштурмбаннфюрер СС Ріхард Шульце-Коссенс (березень — 12 квітня 1945)
- Группенфюрер СС та Генерал-лейтенант Ваффен-СС Гайнц Ламмердінг (квітень 1945)
- Бригадефюрер СС та Генерал-майор Ваффен-СС Карл фон Оберкамп (квітень 1945)
- Штандартенфюрер СС Мартін Штанге (12 квітня — 8 травня 1945)

## Склад дивізії
- 95-й Панцергренадерський Полк СС
- 96-й Панцергренадерський Полк СС
- 38-й Артилерійський Полк СС
- 38-й Протитанковий Батальйон СС
- 38-й Зенітний Батальйон СС
- 38-й Саперний Батальйон СС
- 38-й Резервний Батальйон СС
- Поліцейський Батальйон СС «Зіглінг»